# Liste des ministres flamands de l'Emploi
Voici la liste des ministres de l'Emploi de la Flandre depuis la création de la fonction en 1981.
| Nom | Nom                | Nom                         | Parti | Mandat                                                          | Gouvernement(s)                                                                    | Portefeuille ministériel |
| --- | ------------------ | --------------------------- | ----- | --------------------------------------------------------------- | ---------------------------------------------------------------------------------- | --- |
| 1   |                    | Gaston Geens (1931-2002)    | CVP   | 22 décembre 1981 - 3 février 1988 (3 ans, 11 mois et 18 jours)  | Geens I                                                                            | Président et Ministre des Affaires économiques et de l'Emploi                                                                                          |
| 1   | Geens II           | Gaston Geens (1931-2002)    | CVP   | 22 décembre 1981 - 3 février 1988 (3 ans, 11 mois et 18 jours)  |                                                                                    | Président et Ministre des Affaires économiques et de l'Emploi                                                                                          |
| 2   |                    | Theo Kelchtermans (1943-)   | CVP   | 3 février 1988 - 18 octobre 1988 (8 mois et 15 jours)           | Geens III                                                                          | Ministre communautaire de l'Emploi, de la Formation et de la Fonction publique                                                                         |
| 3   |                    | Roger De Wulf (1929-2016)   | SP    | 18 octobre 1988 - 21 janvier 1992 (3 ans, 3 mois et 3 jours)    | Geens IV                                                                           | Ministre de l'Emploi |
| 4   |                    | Leona Detiège (1942-)       | SP    | 21 janvier 1992 - 1er janvier 1995 (2 ans, 11 mois et 11 jours) | Van den Brande I                                                                   | Ministre de l'Emploi et des Affaires sociales |
| 4   | Van den Brande II  | Leona Detiège (1942-)       | SP    | 21 janvier 1992 - 1er janvier 1995 (2 ans, 11 mois et 11 jours) |                                                                                    | Ministre de l'Emploi et des Affaires sociales |
| 4   | Van den Brande III | Leona Detiège (1942-)       | SP    | 21 janvier 1992 - 1er janvier 1995 (2 ans, 11 mois et 11 jours) |                                                                                    | Ministre de l'Emploi et des Affaires sociales |
| 5   |                    | Leo Peeters (1950-)         | SP    | 1er janvier 1995 - 20 juin 1995 (5 mois et 19 jours)            | Van den Brande III                                                                 | Ministre de l'Emploi et des Affaires sociales |
| (2) |                    | Theo Kelchtermans (1943-)   | CVP   | 20 juin 1995 - 13 juillet 1999 (4 ans et 23 jours)              | Van den Brande IV                                                                  | Ministre de l'Emploi, des Affaires sociales et de l'Environnement                                                                                      |
| 6   |                    | Renaat Landuyt (1959-)      | sp.a  | 13 juillet 1999 - 20 juillet 2004 (5 ans et 7 jours)            | Dewael                                                                             | Ministre de l'Emploi et du Tourisme |
| 6   | Somers             | Renaat Landuyt (1959-)      | sp.a  | 13 juillet 1999 - 20 juillet 2004 (5 ans et 7 jours)            | Vice-Ministre président et Ministre de l'Emploi et du Tourisme                     | |
| 7   |                    | Frank Vandenbroucke (1955-) | sp.a  | 20 juillet 2004 - 13 juillet 2009 (4 ans, 11 mois et 23 jours)  | Leterme                                                                            | Vice-Ministre-président et Ministre du Travail, de l'Éducation et de la Formation                                                                      |
| 7   | Peeters I          | Frank Vandenbroucke (1955-) | sp.a  | 20 juillet 2004 - 13 juillet 2009 (4 ans, 11 mois et 23 jours)  | Vice-Ministre-président et Ministre de l'Emploi, de l'Éducation et de la Formation | |
| 8   |                    | Philippe Muyters (1961-)    | N-VA  | 13 juillet 2009 - 2 octobre 2019 (10 ans, 2 mois et 19 jours)   | Peeters II                                                                         | Ministre des Finances, des Budgets, de l'Emploi, de l'Aménagement du territoire et des Sports                                                          |
| 8   | Bourgeois          | Philippe Muyters (1961-)    | N-VA  | 13 juillet 2009 - 2 octobre 2019 (10 ans, 2 mois et 19 jours)   | Ministre du Travail, de l'Économie, de l'Innovation et des Sports                  | |
| 8   | Homans             | Philippe Muyters (1961-)    | N-VA  | 13 juillet 2009 - 2 octobre 2019 (10 ans, 2 mois et 19 jours)   | Ministre du Travail, de l'Économie, de l'Innovation et des Sports                  | |
| 9   |                    | Hilde Crevits (1967-)       | CD&V  | 2 octobre 2019 - (5 ans, 5 mois et 13 jours)                    | Jambon                                                                             | Vice-Ministre-présidente et Ministre de l'Économie, de l'Innovation, de la Science, du Travail, de l'Économie sociale, de l'Agriculture et de la Pêche |